# Sibay
Sibay, englisch Sibay Island, ist eine philippinische Insel im Süden der Tablas-Straße etwa 44 km südöstlich von Mindoro und 40 km nordwestlich der Insel Panay.

## Geographie
Mit einer Fläche von etwa 42 km² ist Sibay die zweitgrößte der Caluya-Inseln, die zum philippinischen Archipel der Visayas gehören.

## Verwaltung
Sibay gehört zur Gemeinde Caluya (Municipality of Caluya) und zur philippinischen Provinz Antique.